# 마산어시장
마산어시장(馬山魚市場)은 창원시 마산합포구 동서동(동성동, 남성동, 신포동2가) 일원에 위치한 수산물 시장이다. 연면적 190.000m2 (57,400평)정도의 규모이며, 2,020여개 (고정 1,320, 노점 700)의 점포가 위치한 마산어시장은 1일 평균 30,000~50,000여명이 이용하는 것으로 추산된다. 예전에는 대우백화점 마산본점이 위치해 있었으나, 지금은 롯데백화점으로 바뀌어서 인근에 존속한다.

## 역사
마산어시장은 1760년(조선 영조36년) 이곳에 조창이 설치되면서 자연발생적으로 형성되었다. 마산창이 설치된 이후 창원부사가 조창에 관원과 조군을 배치하고 선창주변에 마을이 하나 둘 들어서면서 시장(마산장)의 모습을 갖추기 시작했다. 당시 마산장에선 어민들이 어획한 각종 수산물을 비롯해 농산물, 옷감, 유기그릇 등이 거래된 것으로 전해지고 있으며 1899년 마산포가 개항되면서 외국의 공산품들이 들어와 시장 활성화와 함께 마산경제를 지탱하는 근간이 됐다.
'만기요람'에 마산포의 객주(현재 수협의 기능과 유사)가 130호나 됐다는 기록으로 미뤄 당시 마산 어시장이 상당히 번창한 것으로 짐작된다. 조창을 중심으로 한 어시장은 마산항 매립과 함께 현 위치인 동서동 합포로~해안로 사이와 수협주변으로 확장된다. 마산항은 한일병합 이후 1914년 현재의 남성동 우체국·극동예식장 일대 1만 1000여평을 매축한 것을 시작으로 1927~1940년 사이 수차례와 홍콩바(대우백화점 뒤 편)~수협 사이 구항 6만 7000여평을 매립하면서 지금에 이르고 있다.

## 현황
마산어시장에서는 계절에 따라 다양한 생선회를 맛볼 수 있다는 특징이 있다. 특히 가을에는 이곳에서 전어축제가 열려 해마다 많은 관광객들이 마산어시장을 찾는다. 전어는 마산어시장의 캐릭터이기도 하다. 창원시는 통합시 출범 이후 마산 어시장을 '명품 어시장'으로 만들기 위해 시청에 '어시장팀'을 두고, 어시장 주변 문화광장 조성과 대단위 공영주차장 건립 등 어시장 활성화를 위한 다양한 시책을 추진 중이다.

### 마산어시장 축제 (전어축제)
마산어시장 축제는 2000년에 처음으로 열렸으며, 그 후 매년 가을에 열리다가 지난 2009년에는 신종플루 여파로 개최가 취소되었다. 매년 개최일자는 정해져 있지 않고 변하며, 2010년의 마산어시장 축제는 8월 26일부터 8월 28일까지 3일간 열렸다.